# Fabio Pena
1. REDIRECT Fábio Pena